# Herrarnas linjelopp i landsvägscykling vid olympiska sommarspelen 1996
Herrarnas linjelopp i landsvägscykling vid olympiska sommarspelen 1996 ägde rum den 31 juli 1996 i Atlanta.

## Medaljörer
| Event               | Guld                 | Silver              | Brons              |
| Herrarnas linjelopp | Pascal Richard (SUI) | Rolf Sørensen (DEN) | Max Sciandri (GBR) |

## Resultat
| Placering | Namn                           | Tid      |
| --------- | ------------------------------ | -------- |
|           | Pascal Richard (SUI)           | 04:53:56 |
|           | Rolf Sørensen (DEN)            | —        |
|           | Max Sciandri (GBR)             | + 00.02  |
| 4.        | Frankie Andreu (USA)           | + 01.14  |
| 5.        | Richard Virenque (FRA)         | —        |
| 6.        | Melchior Mauri (ESP)           | + 01.15  |
| 7.        | Fabio Baldato (ITA)            | + 01.28  |
| 8.        | Michele Bartoli (ITA)          | —        |
| 9.        | Zbigniew Spruch (POL)          | —        |
| 10.       | Johan Museeuw (BEL)            | —        |
| 11.       | Jesper Skibby (DEN)            | —        |
| 12.       | Lance Armstrong (USA)          | —        |
| 13.       | Dmitrij Konysjev (RUS)         | + 02.29  |
| 14.       | Serhij Usjakov (UKR)           | —        |
| 15.       | Wilfried Peeters (BEL)         | + 02.32  |
| 16.       | Olaf Ludwig (GER)              | + 02.36  |
| 17.       | Laurent Brochard (FRA)         | + 02.37  |
| 18.       | Arvis Piziks (LAT)             | —        |
| 19.       | Neil Stephens (AUS)            | + 02.38  |
| 20.       | Erik Zabel (GER)               | + 02.47  |
| 21.       | Laurent Jalabert (FRA)         | —        |
| 22.       | Kaspars Ozers (LAT)            | —        |
| 23.       | Robbie McEwen (AUS)            | + 02.48  |
| 24.       | Jaan Kirsipuu (EST)            | —        |
| 25.       | Frank Vandenbroucke (BEL)      | —        |
| 26.       | Miguel Induráin (ESP)          | —        |
| 27.       | Vasily Davidenko (RUS)         | —        |
| 28.       | Rolf Aldag (GER)               | —        |
| 29.       | Andrey Kivilev (KAZ)           | —        |
| 30.       | Ján Svorada (CZE)              | —        |
| 31.       | Juris Silovs (LAT)             | —        |
| 32.       | Francesco Casagrande (ITA)     | —        |
| 33.       | Andrei Tchmil (UKR)            | —        |
| 34.       | Michel Lafis (SWE)             | —        |
| 35.       | Glenn Magnusson (SWE)          | + 02.49  |
| 36.       | Lauri Aus (EST)                | —        |
| 37.       | Maurizio Fondriest (ITA)       | —        |
| 38.       | Erik Dekker (NED)              | —        |
| 39.       | Orlando Rodrigues (POR)        | —        |
| 40.       | Brian Holm Sørensen (DEN)      | —        |
| 41.       | Steve Bauer (CAN)              | —        |
| 42.       | Lars Michaelsen (DEN)          | —        |
| 43.       | Oleh Pankov (UKR)              | —        |
| 44.       | Werner Riebenbauer (AUT)       | —        |
| 45.       | Erik Breukink (NED)            | —        |
| 46.       | Harald Morscher (AUT)          | —        |
| 47.       | Ruber Marín (COL)              | —        |
| 48.       | Pedro Lópes (POR)              | —        |
| 49.       | Andres Lauk (EST)              | + 02.50  |
| 50.       | Slawomir Chrzanowski (POL)     | —        |
| 51.       | Pavel Tonkov (RUS)             | —        |
| 52.       | Beat Zberg (SUI)               | —        |
| 53.       | Alexandre Vinokourov (KAZ)     | —        |
| 54.       | Peter Wrolich (AUT)            | —        |
| 55.       | Markus Andersson (SWE)         | —        |
| 56.       | Aart Vierhouten (NED)          | —        |
| 57.       | Joona Laukka (FIN)             | —        |
| 58.       | Pyotr Ugryumov (RUS)           | —        |
| 59.       | Milan Dvorščík (SVK)           | —        |
| 60.       | Johan Bruyneel (BEL)           | + 02.51  |
| 61.       | Douglas Ryder (RSA)            | —        |
| 62.       | Georg Totschnig (AUT)          | —        |
| 63.       | Kari Myyryläinen (FIN)         | —        |
| 64.       | Michael Barry (CAN)            | —        |
| 65.       | Damian McDonald (AUS)          | —        |
| 66.       | Richard Reid (NZL)             | —        |
| 67.       | Abraham Olano (ESP)            | + 02.52  |
| 68.       | Ján Valach (SVK)               | —        |
| 69.       | Pavel Kavetsky (BLR)           | —        |
| 70.       | Robert Pintaric (SLO)          | —        |
| 71.       | Eduardo Graciano (MEX)         | + 02.53  |
| 72.       | David McCann (IRL)             | —        |
| 73.       | Vyaceslav Oriol (MDA)          | —        |
| 74.       | Gregory Randolph (USA)         | —        |
| 75.       | Gord Fraser (CAN)              | —        |
| 76.       | George Hincapie (USA)          | —        |
| 77.       | Manuel Fernández (ESP)         | —        |
| 78.       | Nuno Marta (POR)               | —        |
| 79.       | Malcolm Elliott (GBR)          | —        |
| 80.       | Eric Wohlberg (CAN)            | + 02.54  |
| 81.       | Peter Luttenberger (AUT)       | —        |
| 82.       | Mario Cipollini (ITA)          | —        |
| 83.       | Didier Rous (FRA)              | —        |
| 84.       | Javier Zapata (COL)            | —        |
| 85.       | Aleksandr Shefer (KAZ)         | —        |
| 86.       | Óscar Giraldo (COL)            | —        |
| 87.       | Bjarne Riis (DEN)              | + 02.55  |
| 88.       | Jacques Landry (CAN)           | —        |
| 89.       | Andrey Teteryuk (KAZ)          | —        |
| 90.       | Eduardo Uribe (MEX)            | —        |
| 91.       | Mauro Ribeiro (BRA)            | —        |
| 92.       | Dainis Ozols (LAT)             | —        |
| 93.       | Steve Hegg (USA)               | —        |
| 94.       | Tomasz Brolyna (POL)           | + 02.56  |
| 95.       | Remigijus Lupeikis (LTU)       | —        |
| 96.       | Raido Kodanipork (EST)         | —        |
| 97.       | Blayne Wikner (RSA)            | —        |
| 98.       | Stephen Hodge (AUS)            | + 02.57  |
| 99.       | John Tanner (GBR)              | —        |
| 100.      | Djamolidine Abdoujaparov (UZB) | —        |
| 101.      | Marino Alonso (ESP)            | —        |
| 102.      | Patrick Jonker (AUS)           | —        |
| 103.      | Yevgeny Berzin (RUS)           | —        |
| 104.      | Alex Zülle (SUI)               | + 02.58  |
| 105.      | Rolf Järmann (SUI)             | —        |
| 106.      | Romāns Vainšteins (LAT)        | —        |
| 107.      | Frédéric Moncassin (FRA)       | + 02.59  |
| 108.      | Tristan Hoffman (NED)          | —        |
| 109.      | Tom Steels (BEL)               | + 03.00  |
| 110.      | Thomas Frischknecht (SUI)      | + 04.08  |
| 111.      | Danny Nelissen (NED)           | + 04.12  |
| 112.      | Candido Barbosa (POR)          | + 07.33  |
| 113.      | Yevgeny Golovanov (BLR)        | + 11.42  |
| 114.      | Pavol Zaduban (SVK)            | —        |
| 115.      | Hussein Monsalve (VEN)         | —        |
| 116.      | Irving Aguilar (MEX)           | + 11.43  |

## Avbröt
| Albanien - Besnik Musai Argentina - Gustavo Artacho - Rubén Pegorín Armenien - Arsen Ghazaryan Aruba - Lucien Dirksz Bermuda - Elliot Hubbard Belarus - Aleksandr Sharapov - Oleg Bondarik - Vyacheslav German Brasilien - Hernandes Quadri - Márcio May - Daniel Rogelim - Jamil Suaiden Caymanöarna - Stefan Baraud Chile - Víctor Garrido Colombia - Dubán Ramírez - Raúl Montaña Ecuador - Héctor Chiles - Paulo Caicedo - Pedro Rodríguez Estland - Lauri Resik Storbritannien - Brian Smith | Tyskland - Michael Rich - Uwe Peschel Guatemala - Anton Villatoro - Edvin Santos - Felipe López - Marlon Paniagua - Omar Ochoa Hongkong - Wong Kam Po Ungern - László Bodrogi Japan - Kazuyuki Manabe - Osamu Sumida Sydkorea - Park Min-Soo Libyen - Yousef Shadi Litauen - Raimondas Rumsas - Ivanas Romanovas - Linas Balciunas - Raimondas Vilcinskas Moldavien - Igor Pugaci - Ruslan Ivanov - Igor Bonciucov - Oleg Tonoritchi Mexiko - Adan Juárez - Domingo González Mongoliet - Dashnyam Tumur-Ochir Norge - Svein-Gaute Hølestøl | Nya Zeeland - Glen Mitchell - Scott Guyton - Brian Fowler Oman - Youssef Khanfar Al-Shakali Polen - Dariusz Baranowski Portugal - José Azevedo Slovakien - Róbert Nagy - Miroslav Lipták Sverige - Michael "Roddarn" Andersson Kinesiska Taipei - Chen Chih-Hao Förenade Arabemiraten - Ali Sayed Darwish Ukraina - Mykhaylo Khalilov - Volodymyr Pulnikov Uruguay - Gregorio Bare - Ricardo Guedes Venezuela - Manuel Guevara - Carlos Maya - José Balaustre - Ruben Abreu Zimbabwe - Timothy Jones |